# Se chiudi gli occhi (film)
Se chiudi gli occhi è un film italiano del 2008, opera prima scritta e diretta dalla regista siracusana Lisa Romano.
Il film è stato interamente girato a Siracusa, è di genere giallo comico ed ha per protagonisti Giovanna Di Rauso, Anna Foglietta, Nino Frassica e Mehmet Günsür; la colonna sonora è stata curata da Roy Paci con la collaborazione di Grazia Negro. È stato prodotto dalla Matrix Film, col sostegno del Ministero della Cultura per "l’Interesse Culturale Nazionale per Opere prime e seconde" riconosciutogli. Ha partecipato a vari Festival e ha vinto il Grand prix Annecy Cinéma Italien come Miglior Film al Festival d'Annecy nel 2008.

## Trama
Veronica è una donna siciliana di 34 anni. Rimasta incinta giovanissima, è single e madre del diciassettenne Andrea, col quale ha un rapporto conflittuale. Nutre la passione per il canto esibendosi nei locali e registrando album, ma la carriera non decolla. Una sera, mentre è alla guida della propria auto, su una strada lungo il mare incrocia un'altra macchina che, a causa dell'alta velocità, sbanda e invade la sua corsia, finendo in acqua. Veronica, atterrita, istintivamente continua la sua guida, senza fermarsi. L'indomani legge sui giornali la notizia su questo incidente: l'uomo alla guida dell'auto ripescata è ricoverato in coma. Veronica sente su di sé tutta la colpa dell'accaduto, ma bloccata dalla paura non riesce a decidersi ad andare ad autodenunciarsi: da quel momento la vita di Veronica prende una piega inaspettata. Durante le operazioni di recupero, infatti, dal bagagliaio dell'automobile salta fuori il cadavere di una donna vittima di un prelievo d'organi multiplo. Il commissario Malvezzi procede con le indagini per fare chiarezza e tentare di sgominare la banda che sta dietro a una probabile rete internazionale di traffico d'organi. Si serve dell'aiuto di Alì, giovane ex poliziotto utilizzato come infiltrato: fingendosi interessato alla vendita del proprio rene, entra in contatto con i trafficanti. Nel frattempo, Veronica racconta dell'incidente all'amica Sara, un'aspirante attrice la quale cerca in tutti i modi di confortare l'amica. Tra un provino e l'altro, fa la conoscenza proprio di Alì, col quale s'instaura una relazione amorosa. Le indagini proseguono e l'uomo in coma, risvegliatosi, decide di collaborare a proposito del proprio ruolo nella losca faccenda ma fornisce anche un identikit della persona che era alla guida dell'altra auto al momento dell'incidente: l'identikit viene pubblicato sui giornali per la ricerca ed è in tutto somigliante al volto di Veronica. A questo punto, Veronica, vittima casuale di un equivoco, teme di essere rintracciata e trascinata in guai giudiziari più gravi. Con l'amica Sara escogita dei modi per fuggire all'estero, complice il fortuito ritrovamento in un taxi di un portafogli con carte di credito e documenti, che saranno poi riconducibili al boss che gestisce il traffico d'organi. Sara, delusa dal non riuscire a spiccare il volo con la propria arte, decide di accodarsi all'amica per fuggire anche lei e cambiare definitivamente vita, abbandonando tutto e tutti. Ma in questo progetto, a sua volta viene seguita dall'amato Alì. Questi, infatti, nel frattempo porta a termine la sua missione segreta, aiutando così Malvezzi a sgominare definitivamente la banda di trafficanti, costituita anche da medici conniventi del luogo.

## Produzione
Il film è stato prodotto dalla Matrix Film di Fabrizio Lori e Pacifica Artuso ed ha ottenuto il sostegno del MIBAC come opera prima di rilevante interesse culturale. È stato girato tra maggio e giugno del 2007 interamente tra Siracusa e dintorni: in particolare sono riconoscibili i principali luoghi del centro storico di Ortigia (come Piazza Duomo, i lungomare o il Tempio di Apollo), le zone balneari di Fontane Bianche e Ognina e il Teatro Greco di Siracusa.

## Colonna sonora
La colonna sonora è stata curata da Roy Paci, già trombettista e frontman degli Aretuska, sia utilizzando brani già editi dal gruppo che pezzi originali per il film: in particolare, Senza tempu con musica e testi di Roy Paci e Grazia Negro, che nel corso del film viene cantata dalla stessa protagonista.

### Tracce
- Meglio bombardino oggi che bombardino domani (R. Paci) dall'album Wei-Wu-Wei di Corleone;
- Tango Mambo Jambo (R. Paci feat. Cor Veleno) dall'album Suonoglobal;
- Come si chiama? (R. Paci) dall'album Wei-Wu-Wei di Corleone;
- Boca dulza (R. Paci, G. Sanfelici) dall'album Parola d'onore;
- Sai di mela (A. Andrian, A. Andrian) dall'album Susak di JiAndri;
- I'm looking for (A. Andrian, A. Andrian, M. Buzzanca) dall'album Susak di JiAndri;
- U mercatu (R. Paci) dall'album Tuttapposto;
- Susak (A. Andrian, A. Andrian) dall'album Susak di JiAndri;
- Tromba l'oeil (R. Paci) dall'album Wei-Wu-Wei di Corleone;
- What you see is what you get (R. Paci, G. Sanfelici) dall'album Parola d'onore;
- Sicilia bedda (R. Paci) dall'album Tuttapposto;
- Due ricordi (A. Andrian, A. Andrian) dall'album Susak di JiAndri;
- No quiero nada (R. Paci, A. Azzaro, F. Quadri, G. Negro) dall'album Suonoglobal;
- Searchin' for the sunshine (R. Paci, G. Sanfelici, F. Quadri) dall'album Suonoglobal;
- Yettaboom (Montefiori Cocktail 'ZumBum' remix) (R. Paci) dal singolo Yettaboom;
- My Beautycase (Kid Crichet Style) (R. Paci) dall'album Tuttapposto;
- L'isola dei fessi (R. Paci, G. Sanfelici, F. Quadri) dall'album Suonoglobal;
- Mezzogiorno di fuoco (feat. Caparezza & Sud Sound Sistem) dall'album Suonoglobal;
- Prenditi cura di me (A. Andrian)

#### Musiche originali (di R. Paci)
- Santa Luciuzza;
- Madonna Nera;
- China City;
- Faceto;
- Senza tempu (con G. Negro)

## Distribuzione

### Data di uscita
Il film è uscito nelle sale italiane il 28 novembre 2008.

## Accoglienza

### Incassi
Il film ha incassato 12.255€ ai box office, ricevendo una critica tiepida a causa della trama a volte farraginosa e delle coincidenze forzate, accusato di una non riuscita originalità e di luoghi comuni, nonostante la forza del duo protagonista e l'ironia che corre durante tutto il film.

## Riconoscimenti
Il film ha vinto il Grand prix Annecy Cinéma Italien come Miglior Film all'Annecy cinéma italien nel 2008. Ha inoltre partecipato ai seguenti festival:
- Festival du Film Italien de Villerupt (2008)[17];
- David di Donatello (2008)[18];
- Festival del Cinema Italiano di Ajaccio (2009)[19];
- Festival International du Film de Mons, Panorama du Cinéma Italien (2009)[20];
- Sguardi Altrove - International Women's Film Festival, Cinema Donna (2010)[21].